# آرتور ملکونیان
آرتور ملکونیان (ارمنی: Արթուր Մելքոնյան زاده ۲۹ اکتبر ۱۹۹۱) بازیکن فوتسال در پست مدافع اهل ارمنستان است. 

## باشگاهی
از باشگاه‌هایی که در آن بازی کرده‌است می‌توان به باشگاه فوتسال اوختا اشاره کرد.

## تیم ملی
وی همچنین در تیم ملی فوتسال ارمنستان بازی کرده‌است. 